# Koshantschikovius conicus
Koshantschikovius conicus är en skalbaggsart som beskrevs av S. Endrödi 1973. Koshantschikovius conicus ingår i släktet Koshantschikovius och familjen Aphodiidae. Inga underarter finns listade i Catalogue of Life.